# Tsukuba

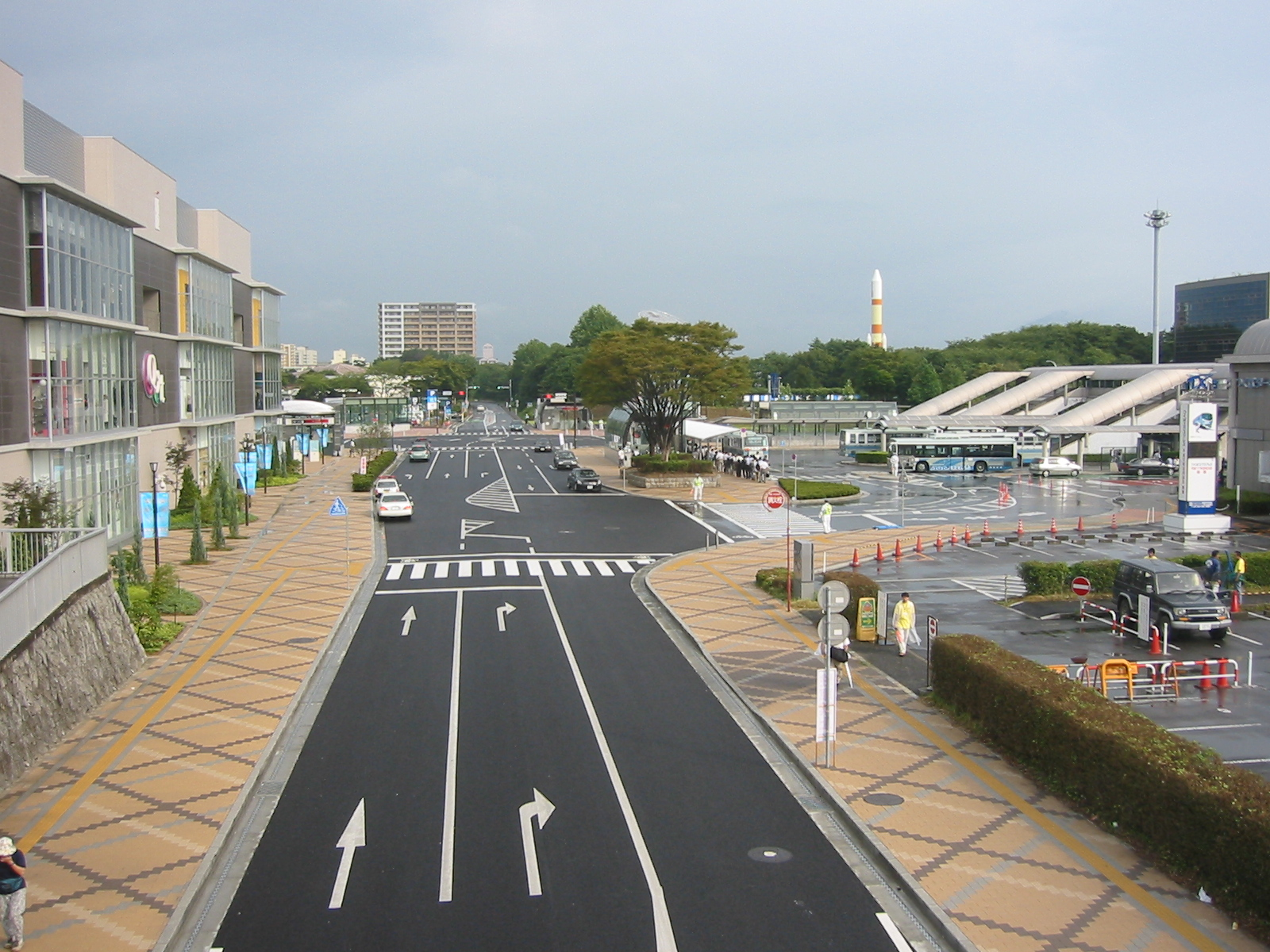
Centrul oraşului

Tsukuba (つくば市 Tsukuba-shi?) este un municipiu din Japonia, prefectura Ibaraki.